# Куокнгы
Тьы куокнгы (вьет. chữ quốc ngữ, тьы-ном 𡨸國語, «письмо национального языка»), обычно сокращается до куокнгы (вьет. Quốc Ngữ, тьы-ном 國語, «национальный язык») — современная система письменности для записи слов вьетнамского языка. Куокнгы основана на латинском алфавите (точнее, на португальской письменности) с несколькими диграфами и диакритическими знаками: четыре из них образуют новые звуки, а пять — указывают тон. При одной букве может стоять несколько диакритических знаков.
Также известна как вьетнамская модифицированная латиница.

## История
В XIII веке вьетнамский язык получил письменность из Китая. Слова записывались китайскими иероглифами, которые называли тьы-ном (вьет. chữ nôm, тьы-ном 字喃), каждый иероглиф обозначал слово. Письменность основывалась на классическом китайском (который во Вьетнаме называли тьы-нё (вьет. chữ nho, тьы-ном 漢字), но в неё добавили изобретённые во Вьетнаме иероглифы «тьы тхуан ном» (вьет. chữ thuần nôm, «правильные номские знаки»).
Уже в 1527 году португальские миссионеры, проповедовавшие во Вьетнаме, начали транскрибировать слова вьетнамского языка латиницей. Это привело к созданию современного вьетнамского алфавита, основанного на работах французского миссионера Александра де Рода, работавшего в стране с 1624 по 1644 год. Он, опираясь на работы Гаспара д’Амараля и Дуарте да Коста, выпустил в Риме в 1651 году «Dictionarium Annamiticum Lusitanum et Latinum», вьетнамско-португальско-латинский словарь, где использовалась его транскрипция.
Использование тьы-нома и тьы-нё продолжалось до начала XX века, пока французское колониальное правительство не перевело язык на латиницу Рода. Националисты посчитали латиницу способом борьбы с оккупацией и активно распространяли её, открывая школы и печатая периодические издания на куокнгы. К концу XX века вьетнамский повсеместно записывали с помощью куокнгы, а круг лиц, владеющих иероглификой, ограничен учёными.
Памела Пирс считает, что французы, насаждая латиницу, отрезали вьетнамцев от древней литературы, делая невозможным её прочтение.

## Структура
Каждый слог во вьетнамском пишется отдельно. Раньше слоги многосложных слов записывались через дефис, но после окончания Вьетнамской войны и объединения страны эта система не прижилась. В слоге есть три части:
1. обязательная инициаль (в случае отсутствия письменного обозначения инициали слог начинает гортанная смычка)[3],
2. обязательная медиаль со значком тона,
3. необязательная финаль.

## Буквы и их произношение
| Буква | Название           | МФА                                                    | Практическая транскрипция |
| ----- | ------------------ | ------------------------------------------------------ | ------------------------- |
| A a   | a                  | [aː], в некоторых диалектах: [æ]                       | а                         |
| Ă ă   | á                  | [ɐ]                                                    | а                         |
| Â â   | ớ                  | [ə]                                                    | а, (э)                    |
| B b   | bê, bờ             | [ɓ], [ʔb]                                              | б                         |
| C c   | xê, cờ             | [k]                                                    | к                         |
| D d   | dê, dờ             | северное произношение: [z], южное произношение: [j]    | з, й                      |
| Đ đ   | đê, đờ             | [ɗ], [ʔd]                                              | д                         |
| E e   | e                  | [ɛ]                                                    | е, э                      |
| Ê ê   | ê                  | [e]                                                    | е, э                      |
| G g   | giê, gờ            | [ɣ] [z] (перед i)                                      | г, з                      |
| H h   | hát, hờ            | [h]                                                    | х                         |
| I i   | i ngắn             | [i]                                                    | и, -й, -ь-                |
| K k   | ca                 | [k]                                                    | к                         |
| L l   | e-lờ               | [l]                                                    | л                         |
| M m   | em-mờ              | [m]                                                    | м                         |
| N n   | en-nờ              | [n]                                                    | н                         |
| O o   | o                  | [ɔ]                                                    | о                         |
| Ô ô   | ô                  | [ɤ]                                                    | о                         |
| Ơ ơ   | ơ                  | [əː]                                                   | о                         |
| P p   | pê                 | [p]                                                    | п                         |
| Q q   | cu, quy            | северное произношение: [kw], южное произношение: [w]   | к(у)                      |
| R r   | e-rờ               | северное произношение: [z], южное произношение: [ʐ], ɹ | р (ж, з)                  |
| S s   | ét-sì, sờ, sờ mạnh | [s], южное и центральное произношение: [ʂ]             | ш, (с)                    |
| T t   | tê, tờ             | [t]                                                    | т                         |
| U u   | u                  | [u]                                                    | у                         |
| Ư ư   | ư                  | [ɨ]                                                    | ы                         |
| V v   | vê, vờ             | [v], южное произношение: [j]                           | в                         |
| X x   | ích-xì, sờ nhẹ     | [s]                                                    | с                         |
| Y y   | i dài, i-cờ-rét    | [i], [j]                                               | и, й                      |

## Согласные
Большинство согласных произносится в соответствии с МФА, с нижеследующими исключениями.
- И d, и gi произносятся либо как [z] (северные диалекты), или как [j], й (в центральных и южных диалектах). В средневьетнамском языке буквой d записывался звук [ð], так как такое произношение имеется у португальской буквы d; а gi означало звук [ʝ], примерно соответствующий итальянскому [dʒ], который записывается как gi (Giovann: Джованни).
- đ произносится с гортанной смычкой в конце.
- s произносится как «с» на севере и как «ш» на юге страны. Написание этого звука как s было выбрано по причине сходства с аналогичным свистящим согласным в португальском языке.
- ng — велярный носовой согласный (МФА: [ŋ]). Он имеется в английском языке («singing»). Никогда не произносится как «н» или как «нг».

Диграф gh и триграф ngh — варианты g и ng, использующиеся перед i, чтобы не смешиваться с диграфом gi.
Вьетнамское письмо не использует букву f. Фонема /f/ передаётся диграфом ph.
Фонема /ʨ/ передается диграфом tr.

## Гласные

### Произношение
Буквы y и i эквивалентны и обозначают один и тот же звук везде, кроме дифтонгов (tay, рука, читается /tɐi/, а tai, ухо, читается /taːi/). С начала XX века были попытки стандартизации орфографии, не увенчавшиеся успехом. Причиной может быть нежелание вьетнамцев писать фамилию Нгуен как Nguiễn, а популярное женское имя Thúy как Thúi (вонючий). В начале XXI века орфография без y встречается только в научных публикациях.
| Написание | Звучание                                                                       | Написание | Звучание                                        |
| --------- | ------------------------------------------------------------------------------ | --------- | ----------------------------------------------- |
| a         | /aː/, /æ/ в некоторых диалектах /ɐ/ перед «u» и «y», /ə/ в составе «ia» (/iə/) | o         | /ɔ/, /ɐw/ перед «ng» и «c»; /w/                 |
| ă         | /ɐ/                                                                            | ô         | /o/, /ɜw/ перед «ng» и «c» кроме «uông» и «uôc» |
| â         | /ə/                                                                            | ơ         | /əː/                                            |
| e         | /ɛ/                                                                            | u         | /u/, /w/                                        |
| ê         | /e/, /ə/ после iê                                                              | ư         | /ɨ/                                             |
| i         | /i/ перед «a» и «ê»                                                            | y         | /i/ перед «ê»                                   |

### Орфография

#### Монофтонги
Таблица показывает произношение монофтонгов и соответствующую запись на вьетнамском.
| Звучание | Написание       | Звучание | Написание |
| -------- | --------------- | -------- | --------- |
| /i/      | i, y (см. ниже) | /e/      | ê         |
| /ɛ/      | e               | /ɨ/      | ư         |
| /əː/     | ơ               | /ə/      | â         |
| /aː/     | a               | /ɐ/      | ă         |
| /u/      | u               | /ɤ/      | ô         |
| /ɔ/      | o               |          |           |
Прим.: гласный /i/ может записываться по-разному:
- обычно он обозначается буквой i: /si/ = sĩ;
- иногда записывается буквой y после h, k, l, m, s, t, v: /mi/ = Mỹ.
  - Он всегда записывается буквой y, если перед ним стоит гласная буква (/xuiən/ = khuyên), а также в начале китаизмов (/iəw/ = yêu).

#### Дифтонги и трифтонги
| Звучание  | Написание                         | Звучание                    | Написание                        |
| Дифтонги  | Дифтонги                          | Дифтонги                    | Дифтонги                         |
| --------- | --------------------------------- | --------------------------- | -------------------------------- |
| /uj/      | ui                                | /iw/                        | iu                               |
| /oj/      | ôi                                | /ew/                        | êu                               |
| /ɔj/      | oi                                | /ɛo/                        | eo                               |
| /əːj/     | ơi                                |                             |                                  |
| /əj/      | ây, ê в ‹ênh› /əjŋ/ и ‹êch› /əjk/ | /əw/                        | âu, ô в ‹ông› /əwŋ/ и ‹ôc› /əwk/ |
| /aːj/     | ai                                | /aːw/                       | ao                               |
| /ɐj/      | ay, a в ‹anh› /ɐjŋ/ и ‹ach› /ɐjk/ | /ɐw/                        | au, o в ‹onɡ› /ɐwŋ/ и ‹oc› /ɐwk/ |
| /ɨj/      | ưi                                | /ɨw/, на севере обычно /iw/ | ưu                               |
| /iə/      | ia, ya, iê, yê                    | /uə/                        | ua                               |
| /ɨə/      | ưa                                | /ɨəː/                       | ươ                               |
| /uo/      | uô                                | /uiː/                       | uy                               |
| Трифтонги |                                   |                             |                                  |
| /iəw/     | iêu, yêu                          | /uoj/                       | uôi                              |
| /ɨəːj/    | ươi                               | /ɨəːw/                      | ươu                              |
- /iə/ может записываться как ia (в открытых слогах: /miə/ = mía), iê (перед согласной буквой: /miəŋ/), ya, yê.

- i меняется на y в начале заимствований или после гласной буквы: /xuiə/ = khuya, /xuiən/ = khuyên, /iən/ = yên.

- /uə/ и /uo/ записываются как ua в открытых слогах (/muə/ = mua) и как uô перед согласными (/muon/ = muôn).

- /ɨə/ и /ɨɜː/ записываются как ưa в открытых слогах (/mɨə/ = mưa) и как ươ перед согласными (/mɨəːŋ/ = mương).

### Обозначение тонов
Вьетнамский язык — тоновый, то есть значение каждого слова зависит от высоты его тона. В литературном северном диалекте имеется шесть тонов, а на юге тоны «хой» и «нга» слились. Первый тон не маркируется, а остальные указываются на письме добавлением диакритического знака к соответствующей гласной букве.
| Название                      | Контур                                        | Знак        | Примеры                                                    | Примеры |
| ----------------------------- | --------------------------------------------- | ----------- | ---------------------------------------------------------- | ------- |
| Ngang (нганг) или bằng (банг) | высокий ровный, ˧                             | —           | A/a, Ă/ă, Â/â, E/e, Ê/ê, I/i, O/o, Ô/ô, Ơ/ơ, U/u, Ư/ư, Y/y |         |
| Huyền (хюен)                  | нисходящий плавный, ˨˩                        | гравис      | À/à, Ằ/ằ, Ầ/ầ, È/è, Ề/ề, Ì/ì, Ò/ò, Ồ/ồ, Ờ/ờ, Ù/ù, Ừ/ừ, Ỳ/ỳ |         |
| Hỏi (хой)                     | восходяще-нисходящий, ˧˩˧                     | крюк сверху | Ả/ả, Ẳ/ẳ, Ẩ/ẩ, Ẻ/ẻ, Ể/ể, Ỉ/ỉ, Ỏ/ỏ, Ổ/ổ, Ở/ở, Ủ/ủ, Ử/ử, Ỷ/ỷ |         |
| Ngã                           | нисходяще-восходящий с гортанной смычкой, ˧˥ˀ | тильда      | Ã/ã, Ẵ/ẵ, Ẫ/ẫ, Ẽ/ẽ, Ễ/ễ, Ĩ/ĩ, Õ/õ, Ỗ/ỗ, Ỡ/ỡ, Ũ/ũ, Ữ/ữ, Ỹ/ỹ |         |
| Sắc                           | восходящий, ˧˥                                | акут        | Á/á, Ắ/ắ, Ấ/ấ, É/é, Ế/ế, Í/í, Ó/ó, Ố/ố, Ớ/ớ, Ú/ú, Ứ/ứ, Ý/ý |         |
| Nặng                          | резко нисходящий, ˧˨ˀ                         | точка снизу | Ạ/ạ, Ặ/ặ, Ậ/ậ, Ẹ/ẹ, Ệ/ệ, Ị/ị, Ọ/ọ, Ộ/ộ, Ợ/ợ, Ụ/ụ, Ự/ự, Ỵ/ỵ |         |

В тоне «нга» в середине гласного прерывается гортанной смычкой. Тон «нанг» в конце тоже глоттализуется.
В слогах с дифтонгами и трифтонгами положение значка тона вызывает споры. В «старой нотации» значок ставится на первый или центральный гласный (hóa, yếu), в «новой» — на главный гласный в ди- или трифтонге (hoá). В обеих системах, если на гласной букве уже есть диакритика, то значок тона ставится на неё (thuế, но не thúê).
Словарный порядок при этом зависит от тона: tuân thủ стоит перед tuần chay, хотя c — третья буква в алфавите, а t находится в конце.

## Китайские заимствования и куокнгы
При записи китаизмов латиницей возникает множество омофонов, к примеру, как 明 (светлый), так и 冥 (тёмный) читаются minh.

## Компьютерная поддержка
Юникод полностью поддерживает куокнгы, хотя и не содержит отдельного вьетнамского диапазона: знаки куокнгы разбросаны по диапазонам Basic Latin, Latin-1 Supplement, Latin Extended-A, Latin Extended-B и Latin Extended Additional. ASCII-подобная кодировка Vietnamese Quoted Readable и некоторые другие байтовые кодировки, вроде TCVN3, VNI и VISCII широко использовались в доюникодовую эпоху. Большинство современных документов представлено в UTF-8.
Юникод позволяет пользователям выбирать между готовыми буквами с диакритикой и обычной латиницей с комбинируемой диакритикой, но из-за проблем с отображением последних (например, в шрифте Verdana) большинство вьетнамцев пишет буквами с заранее добавленной диакритикой.
Для ввода вьетнамских символов используются бесплатные программы и клавиатурные драйверы, например, Telex, VIQR и его варианты, и VNI.